# Leandra parvifolia
Leandra parvifolia är en tvåhjärtbladig växtart som beskrevs av Célestin Alfred Cogniaux. Leandra parvifolia ingår i släktet Leandra och familjen Melastomataceae. Inga underarter finns listade i Catalogue of Life.